# José Fábio Alves Azevedo
José Fábio Alves Azevedo (sinh ngày 15 tháng 6 năm 1976) là một cầu thủ bóng đá người Brasil.

## Sự nghiệp câu lạc bộ
José Fábio Alves Azevedo đã từng chơi cho Kashima Antlers.

## Thống kê câu lạc bộ

### J.League
| Đội             | Năm       | J.League | J.League | J.League Cup | J.League Cup | Tổng cộng | Tổng cộng |
| Đội             | Năm       | Trận     | Bàn      | Trận         | Bàn          | Trận      | Bàn       |
| --------------- | --------- | -------- | -------- | ------------ | ------------ | --------- | --------- |
| Kashima Antlers | 2007      | 12       | 2        | 5            | 0            | 17        | 2         |
| Tổng cộng       | Tổng cộng | 12       | 2        | 5            | 0            | 17        | 2         |